# ARVECO
La société ARVECO S.p.A., est une société italienne fondée en 1980, à la suite de la décision de l'IRI, holding tentaculaire de l'Etat italien, propriétaire du constructeur Alfa Romeo, de séparer les divisions industrielles et l'automobile en 3 sociétés autonomes :
- Alfa Romeo S.p.A., constructeur d'automobiles et de voitures de course, privatisé en 1987 et racheté par le groupe Fiat,
- Alfa Romeo Avio S.p.A., constructeur aéronautique, passé sous le contrôle d'Aeritalia en 1985,
- ARVECO S.p.A. : constructeur de véhicules utilitaires, la division Alfa Romeo Véhicules Industriels ayant été dissoute en 1965.

## Histoire
ALFA Romeo acronyme de « Anonima Lombarda Fabbrica Automobili » accolé au nom de son fondateur, Nicola Romeo fondée en 1918, est une société italienne surtout connue pour sa production d'automobiles à caractère sportif et ses victoires en course,.
En 1933, la société Alfa Romeo S.p.A. passe sous le contrôle de l'IRI, holding tentaculaire de l'État italien. Alfa Romeo, qui a produit des automobiles de manière semi artisanale jusqu'au début des années 1950, est devenue une véritable entreprise industrielle grâce à l'introduction de chaînes de montage modernes qui a connu une longue période de succès avec son apogée dans les années 1960. Après avoir contribué à fonder la Fábrica Nacional de Motores en 1952 au Brésil et lui avoir cédé plusieurs licences de fabrication de camions et automobiles, jusqu'à devenir sa filiale locale, la division véhicules industriels italienne (camions et autobus) est dissoute en 1965. En 1986 l'IRI décide de se séparer du constructeur automobile et le vend au groupe Fiat qui hérite, de fait, du constructeur brésilien d'automobiles et camions Alfa Romeo - F.N.M..

## L'implantation à Pomigliano d'Arco

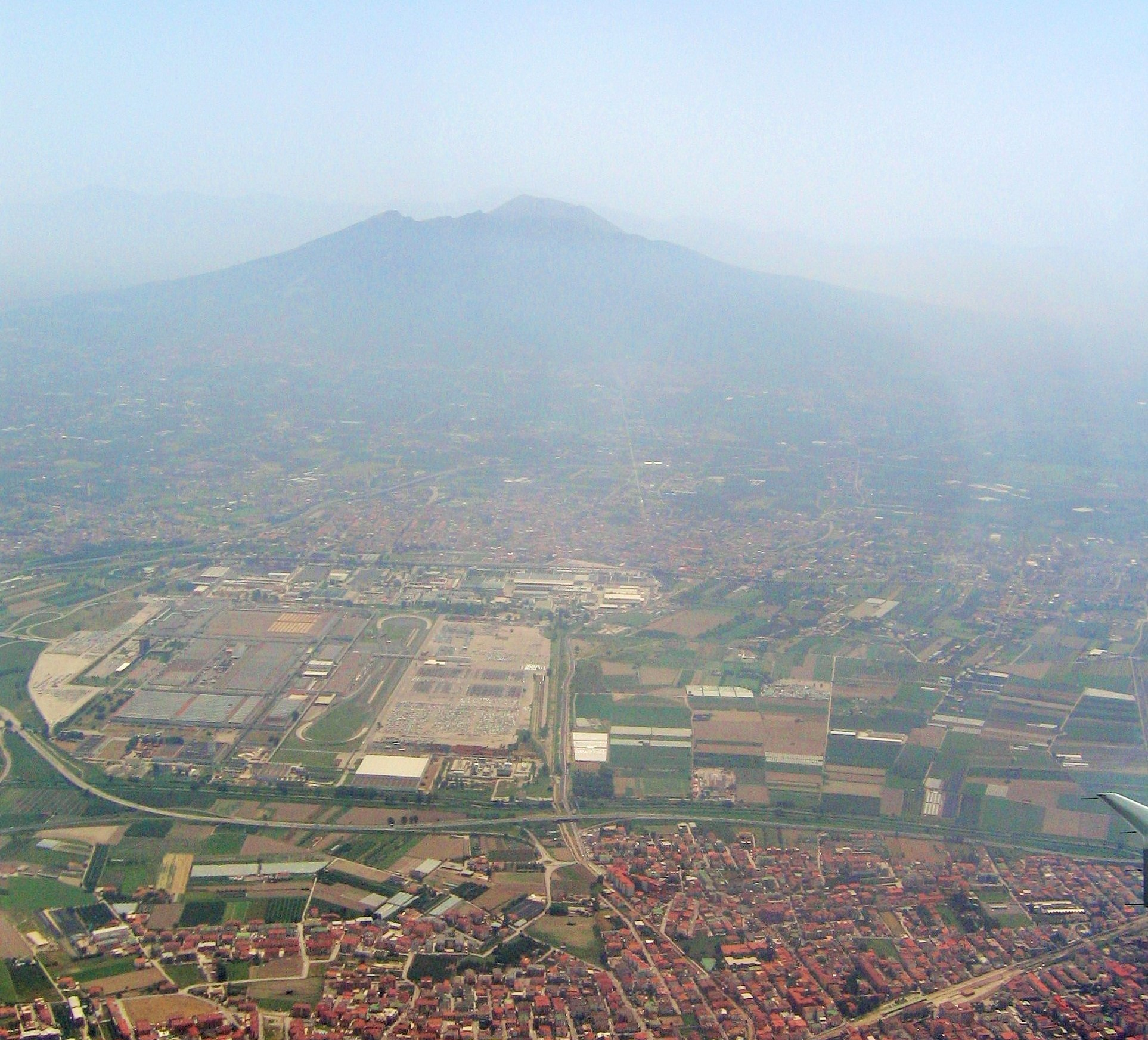
Vue de l'usine actuelle de Pomigliano d'Arco, au pied du Vésuve, en 2012

En 1938, l'État italien, à travers l'IRI, charge Alfa Romeo de créer un centre industriel aéronautique dans le sud de l'Italie avec un petit aéroport dédié. Le choix se porte sur la commune de Pomigliano d'Arco. C'est grâce à l'ingénieur Ugo Gobbato qu'un centre aéronautique de pointe a été créé, capable de produire les moteurs technologiquement les plus avancés de l'époque. Dès sa mise en service en 1941/42, l'usine de Pomigliano d'Arco, a atteint un standard de qualité et un niveau technologique tels que le site est classé parmi les meilleures usines de l'époque. En raison de son importance stratégique, le 30 mai 1943 l'usine a subi un violent bombardement qui a détruit plus de 70 % de la structure, entraînant la fermeture du site.
Peu après la fin de la Seconde Guerre mondiale, l'usine est reconstruite. La production de moteurs d'avion reprend en 1952 et Alfa Romeo Avio reprend la fourniture de ses moteurs d'avion aux groupes les plus qualifiés de l'industrie aéronautique mondiale. Le site s'agrandit pour accueillir les ateliers de  production des véhicules industriels et commerciaux transférés de l'usine de Portello saturée. Finmeccanica, sous holding de l'IRI et propriétaire d'Alfa Romeo, avait fondé, dans les nouveaux bâtiments du Centre Aéronautique Alfa Avio, la société Aerfer - Industrie Meccaniche Meridionali Aeronautiche e Ferrotranviarie S.p.A. « Ateliers de Construction Aéronautique et Ferroviaire Aerfer S.p.A. » qui fabriqua, dans un premier temps, des matériels ferroviaires et des tramways puis, des pièces d'avions de combat pour l'US Air Force et l'OTAN. C'est grâce à l'expérience acquise avec la construction de ces éléments aéronautiques que l'usine Alfa Avio de Pomigliano a lancé la conception et la production de nouveaux chasseurs légers, projets soutenus par les États-Unis.
Après le semi échec du premier accord de coopération signé en octobre 1958 avec la Régie Nationale des Usines Renault qui voulait fabriquer la Dauphine en Italie pour ne pas être soumise aux droits de douane de l'époque (25% en Italie - 50% en France) et bénéficier du réseau de vente d'Alfa Romeo, qui n'avait conquis que 71 841 clients en 8 ans, la Régie veut se relancer sur le marché italien où les voitures importées représentent moins de 6% du total, et signe en 1961 un nouvel accord avec Alfa Romeo pour l'assemblage de la R4L pour le marché italien. Pendant 25 mois, de décembre 1962 jusqu'à décembre 1964, Alfa Romeo va assembler 41 809 Renault 4L dont les carrosseries sont importées de France, la mécanique et l'aménagement intérieur fabriqués dans les usines italiennes, les phares, feux arrière et répéteurs de clignotants provenant de la Fiat 500 Giardiniera. La "Renault 4 Alfa Romeo" (c'est le nom officiel de la voiture) a été vendue par le réseau commercial de l'importateur italien de la société nationale française.
En 1968, l'aéroport de Pomigliano d'Arco est démantelé et Alfa Romeo rachète les terrains laissés vacants pour y construire une usine automobile qui va produire la fameuse Alfa Romeo Alfasud. 
À la fin des années 1960, Alfa Romeo, qui expérimentait la traction avant depuis quelques années, (cf. projet Alfa Romeo Tipo 103), décide d'étendre sa gamme vers le bas pour contrecarrer le succès des Fiat 128 et Lancia Fulvia. Les usines automobiles milanaises de Portello et d'Arese étant saturées et dans l'impossibilité de s'étendre, l'État italien, propriétaire d'Alfa Romeo à travers ses holdings publiques IRI et Finmeccanica, finance le projet de son patron visionnaire, Giuseppe Luraghi, de construire une nouvelle usine à Pomigliano d'Arco, près de Naples, près de l'usine Alfa Romeo Avio, construite en 1938. Une société ad hoc est constituée, INCA - Industria Napoletana Costruzione Autoveicoli Alfa Romeo (INCA) — Alfasud S.p.A. La construction de l'usine débute en 1968, en même temps que la phase de développement du modèle Alfasud qui y sera fabriqué, elle est inaugurée en 1971. 1 017 387 exemplaires de l'Alfasud y seront produits de 1972 à 1984 puis, 989 324 exemplaires de l'Alfa 33 de 1983 à 1995.
En 1980, l'IRI soumet la société Alfa Romeo à une profonde restructuration qui entraîne la concentration des activités automobiles dans Alfa Romeo Automobili et la séparation des activités aéronautiques, transférées dans Alfa Romeo Avio, passée sous le contrôle d'Aeritalia en 1985, et des véhicules utilitaires avec la création d'ARVECO.

## ARVECO
ARVECO S.p.A., acronyme de Alfa Romeo VEicoli COmmerciali S.p.A., société appartenant au groupe d'État Alfa Romeo, via la filiale de l'IRI, la holding Finmeccanica, a été fondée en 1980 pour être la société spécialisée dans la construction de véhicules utilitaires. Elle disposait de l'ancienne usine de Pomigliano d'Arco d'Alfa Romeo Veicoli Industriali qui avait fabriqué le gros camions et avait arrêté ce secteur en 1965 avec l'Alfa Romeo Mille. Depuis, le constructeur ne produisait plus que des véhicules utilitaires.   
Lorsque la société ARVECO est fondée, l'usine produit 2 types d'utilitaires :
- les fourgonnettes A11/F11 - A12/F12,
- les petits camions et fourgons Alfa Romeo AR.8, clones du Fiat Daily.

À partir de 1981, l'usine débute l'assemblage des modèles dérivés du Fiat Ducato. L'usine Fiat SEVEL de Val di Sangro, à Atessa dans le centre de l'Italie, a été construite pour assurer la production de l'ensemble des modèles Fiat Ducato I, Alfa Romeo AR.6, Citroën C25, Peugeot J5 et Talbot Express mais, la demande étant très forte, il est décidé d'aménager une ligne spéciale dans l'usine de Pomigliano d'Arco pour l'assemblage des AR.6 et Talbot Express avec conduite à droite.
En 1987, l'IRI, dans le cadre d'une politique visant à se débarrasser des entreprises qui n'étaient plus stratégiques, décide de privatiser Alfa Romeo. Les sociétés automobiles et véhicules utilitaires ont été vendues au groupe Fiat. La société ARVECO est intégrée dans Fiat LCV et l'usine est renommée SEVEL Pomigliano d'Arco.
En 1989, Fiat LCV lance une version courte du Ducato baptisée Talento sur le marché italien, Ducato 10 à l'exportation. Ce modèle a été assemblé dans l'usine de Pomigliano d'Arco.
Entre temps, l'usine SEVEL Sud a été agrandie à 2 reprises pour devenir la plus importante d'Europe pour la production de véhicules utilitaires. Le Ducato est remplacé par le Ducato II. La production du nouveau modèle et de ses clones Citroën Jumper et Peugeot Boxer sera assurée uniquement dans l'usine SEVEL Sud. Les clones Alfa Romeo et Talbot ne sont pas reconduits.
Les 1 150 salariés de l'usine SEVEL de Pomigliano d'Arco ont été recasés sur les autres sites automobiles de Fiat de la région de Naples, qui fabriquaient les modèles 155 et 145/146.  